# Neohenricia
Neohenricia (лат.) — род суккулентных растений семейства Аизовые (Aizoaceae), подсемейства Ruschioideae, произрастающий на территории Южно-Африканской Республики (Капская провинция и Фри-Стейт).

## Название
Родовое латинское (научное) название Neohenricia образовано от греческого слова neos, — «новый» (для избежания омонимии), и имени доктора Маргариты Г. А. Хенрици (Marguerite G. A. Henrici, 1892-1971) — швейцарского физиолога растений, проживавшей в Южной Африке с 1921 года.

## Ботаническое описание
Представители рода — низкорослые, густо ветвящиеся многолетние растения, формирующие коврики высотой менее 2 см. Они часто укореняются в узлах и хорошо маскируются в окружающей среде. Верхние части придаточных корней утолщаются, выполняя роль запасных органов. Листья расположены парами на каждой ветке, прямостоячие или слегка приподнятые, с базой, иногда слегка сросшейся, варьирующейся от треугольной до булавовидной или теретовидной формы. Длина листьев составляет до около 10 мм, а вершины характеризуются широкими полосами красно-зеленого, оранжевого или сероватого цвета. Листья также обладают зелеными бородавками.
Цветки диаметром около 12 мм, поднимаются на коротких, изогнутых цветоножках, длиной приблизительно 20 мм. Цветки не имеют прицветников и открываются в сумерках, закрываясь перед рассветом. Они испускают приятный аромат ананаса или лакрицы. Чашелистиков в цветке пять, практически одинаковой длины. Лепестки расположены в два ряда и имеют оттенки желтого, розового или зеленоватого цвета. Тычинки гладкие, протяженные. Завязь растения выступает наверху и слегка выпуклая; рыльца в количестве от 4 до 6 тонкие и золотисто-желтые. Плод — коробочка с 4-6 отделениями, похожая на плоды рода Delosperma. Расширяющиеся края плода параллельны и слегка раздвигаются на концах. Клапаны отсутствуют. Семена имеют грушевидную форму, крупные и прикреплены ко дну и стенкам коробочки.

## Таксономия
Neohenricia L.Bolus, первое упоминание в J. S. African Bot. 4: 51. (1938).

### Синонимы
- Henricia L.Bolus

### Виды
Согласно данным сайта WFO Plantlist на июнь 2023 года, род состоит из 2 видов:
- Neohenricia sibbettii (L.Bolus) L.Bolus typus
- Neohenricia spiculata S.A.Hammer